# آل ناشر
آل ناشر قرية تتبع مركز وادي زيد، محافظة النماص في منطقة عسير في جنوب غرب السعودية.